# Solaris Urbino 15
Solaris Urbino 15 — 15-метровий низькопідлоговий автобус, що випускається польською компанією Solaris Bus&Coach з 1999 року; протягом виробництва було змінено 3 покоління автобусів, кожне з яких відзначається певною модернізацією порівняно з попередником. Перше покоління випускалося з 1999 по 2002 роки, та мало назву Mk1; друге покоління випускалося з 2002 по 2005 роки та мало назву Mk2; третє покоління випускається з 2005 року. З 2005 року випускається модифікація Soalris Urbino 15 CNG з газобалонним двигуном. Польський автобус-попередник Urbino 15, що випускався ще Neoplan Polska — Neoplan N4020 (1988—1998). Solaris Urbino 15 належить до лінійки Urbino, та має чимало подібностей з цими автобусами. На базі Solaris Urbino 15 побудовано тролейбус Solaris Trollino 15 і ще три транспортних засоби, у тому числі його модифікацію CNG з газобалонним двигуном (випускається з 2005 року). Особливості автобуса Solaris Urbino 15:
- це дуже довгий односекційний автобус, і може перевозити майже стільки пасажирів, скільки двосекційний;
- каркас зроблено з неіржавкої сталі;
- обшивка кузова виконана з нержавіючої сталі і дюралюмінію;
- строк служби кузова понад 15 років;
- повністю низькопідлоговий автобус, оснащений системою кнілінгу;
- сучасний дизайн автобуса;
- просторий салон і висока місткість;
- відповідність двигуна екологічним нормам Euro-4;
- є модифікація з газобалонним двигуном;
- автобус може бути обладнаний деяким додатковим обладнанням, наприклад, кондиціонером;
- система автоматичної централізованої змазки напіврідким або густим мастилом;
- високий моторесурс ходових частин;
- підкеровувальна третя вісь
- немає стандартної комплектації та розстановки сидінь у салоні;
- на вибір пропонуються (не менше ніж) два дизельні двигуни і два газобалонні;
- пропонується у конструкції декілька альтернативних варіантів;

Дані автобуси експлуатуються у Чехії, Польщі, Угорщині, Словаччині та інших. Випущено понад 500 екземплярів.

## Описання моделі
Автобус Solaris Urbino 15 є уніфікованим за своєю конструкцією та дизайном з іншими автобусами Solaris Urbino 15, однак має ряд відмінностей від інших автобусів, у тому числі і за своїми розмірами, та деякими компонентами. Попередником Urbino 15 був Neoplan N4020, 14,6-метровий автобус, що випускався на Neoplan Polska (1988—1998) і вже мав такі особливості, як кнілінг, ABS тощо. Варто зауважити, що цей автобус є дуже довгим, як для односекційного автобуса, і призначений працювати на завантажених маршрутах з великим пасажиропотік та перевозити великі маси пасажирів (за своєю місткістю, він мало поступається Solaris Urbino 18, що є двосекційним). Urbino 15, за своїми розмірами і справді є дуже крупним автобусом — його довжина становить 14,59 метра; цей великий автобус має дуже великий радіус развороту, що становить 24 метри. У конструкції Solaris Urbino 15 i Urbino 15 CNG немає відмінностей за винятком різних двигунів, змінної комплектації салону (тут автобуси Solaris — кожен є «унікальним»), у газобалонної версії на дахові розміщено великий контейнер з балонами з метаном, що сильно виступає на дахові кузова, у звичайного Urbino, відповідно, цього немає. Кузов автобуса є зробленим, як і у інших Urbino; основним елементом конструкції автобуса є каркас, або «кістяк», на який кріпляться усі вузли і агрегати — автобус має тримальну конструкцію, коли елементи кріплять саме на каркас, а не на раму; інтегрована рама у автобуса, однак також є: вона виконує функцію укріплення усієї конструкції. Каркас автобуса зроблено з труб з високоміцної неіржавкої сталі та повністю оброблено антикорозійними емалями, що значно підвищують стійкість каркаса до корозії. Зовнішня обшивка автобуса також є дуже корозієстійкою, і що цікаво, повністю сталевою не є: передок і задок автобуса обшито листами неіржавкої сталі; а боковини покрито листами дюралюмінію, легкого алюмінієвого сплаву, що має дуже високу корозієстійкість і не іржавіє (взагалі, він окиснюється, однак саме ця оксидна плівка і захищає дюраль від корозії); суттєво укріплено дах автобуса, обшивку якого зроблено з листового дюралюмінію. Завдяки застосуванню обшивки з неіржавкої сталі та неіржавкого (самого по собі) дюралюмінію, автобус отримує високий строк служби у не менше ніж 15 років; варто зазначити, що вже корозієстійкі матеріали обшивки піддано повній антикорозійній обробці; передок і задок автобуса облицьовано склопластиком. Варто зауважити, що і моделі автобусів та тролейбусів, побудованих на базі Solaris Urbino 15 також мають високий ресурс роботи кузова, оскільки використовують той самий кузов та обшивку.
Передок автобуса нічим не відрізняється від інших Solaris Urbino, окрім того, що лобове скло у всіх покоління Urbino 15 є роздільним. Сама начинка передка також уніфікована з іншими Солярісами — обшивка зроблена з листової неіржавкої сталі, а передок облицьовано склопластиковою оболонкою. Лобове скло Solaris Urbino 15 є вклеєним у каркас, що збільшує його міцність; воно є загнутим з боків та роздільного типу, хоч це гіршої оглядовості; насправді, лобовий склопакет насправді у автобуса один, просто він є розділеним смугою; вельми цікавим є те, що у всіх поколіннях Urbino 15 лобове скло було роздільного типу. На автобусі застосоване лобове скло «триплекс», також відоме як безуламкове лобове скло: це багатошарове скло (це можуть бути два чи більше склеєних склопакетів), і склопакет обклеєний з двох боків шаром прозорого та еластичного пластику, що має властивість утримувати уламки. Якщо при сильному пошкодженні, скло розбивається, то воно не розлітається, не б'ється і не кришиться, а тримається у масі до певної заміни пошкодженого склопакету; розбиті уламки не вилітатимуть з усього безскалкового склопакету та будуть триматися у купі, таким чином, не зможуть утворити гострих уламків та травмувати когось. Великим плюсом безуламкового лобового скла у даного автобуса є те, що склопакет вклеєно у каркас, чим його зміцнено; при сильних лобових зіткненнях, скло може вилетіти з віконної рами, однак усе одно не розіб'ється (хоча саме скло розкришиться, пластик його утримає), і буде лежати на поверхні «листом». За свої властивості безуламкове скло автобуса прозване травмобезпечним, адже не утворює гострих уламків та не травмує нікого, а зе частіше його звуть «тим, що не б'ється», або просто «безпечним». Як вже зазначено вище, вітрове скло усіх поколінь Urbino 15 є роздільного типу; склоочисники автобуса зроблено відповідно паралелограмного типу; їх обладнано крупними полотно-насадками, і вони очищують вітрове скло не гірше за склоочисники у інших Urbino, тільки горизонтального типу; є три режими роботи склоочисників; додатково, може встановлюватися і функція склоомивача: випорскування піни на лобове скло з двох бачків, що розміщено під личкуванням на передку. Світлотехніка на передку автобуса представлена звичним для усієї лінійки Urbino (а також міжміської лінійки LE) десятком фар а також двома передніми габаритними вогнями, що розміщено справа і зліва між переднім рейсовказівником. Я і у інших Солярісів, у Urbino 15 фари є вельми симпатичними округлої форми, невеликого розміру (вони неоднакові, одні більші, одні менші) дві посередині — ближнього світла, крайні справа/зліва дальнього світла; наприклад, протитуманні — другі зліва/зправа (якщо дивитися з кожного боку); крайні справа і зліва відіграють функцію повороту а також освітлення; уся світлотехніка на передку оснащена лінзами, що необхідно для збільшення далекоглядності фар; хоча фари у автобуса самі по собі є досить потужними. Бампер автобуса чітко окреслений, фар на ньому немає (оскільки усі вони розміщені над ним); бампер зроблено сталевим, на ньому виділено місце для державного номера; останній зобов'язаний бути у таких автобусів, на відміну від тролейбусів, хоча у багатьох Solaris Trollino 15 також є держномери; у багатьох Urbino 15, окрім державних номерів, ще є і паркові номери. Емблема компанії Solaris Bus&Coach розташована на передку посередині, над бампером, у тому ж «вирізі», де і фари; і зображена сріблястою вигнутою літерою S. Слід відзначити, що на передку автобуса можна побачити ще кілька символів, що приклеєні на передках переважної більшості цих автобусів. Один з таких є характерним символом компанії Solaris — весела зелена такса, з короткими лапками та довгим тілом (її можна зустріти на багатьох інших Солярісах міських або приміських лінійок); короткі лапки такси показують, що автобус є низькопідлоговим, а сама такса означає, що автобус є низькопідлоговим (короткі лапки і довге тіло), дружнім до екології (ось, чому вона є зеленою) та зроблений з високим комфортом для пасажирів. Іноді під таксою можна побачити надпис «низькопідлоговий» пол. Niskopodlogowy (або на інших мовах); хоча такса може бути присутня і без нього. Окрім симпатичної зеленої такси, на передку часто розміщуються іконки, що показують зручності цього автобуса: наприклад, іконка з людиною у інвалідному візку на синьому фоні, вказує на те, що автобус обладнаний спеціальним облаштуванням для перевезення інвалідів у візках (кнілінг, низькопідлоговий, інвалідне місце а також закріплення візка за турнікет, детальніше про це у описанні салону); а іконка з людиною з паличкою показує те, що автобус є зручним для пенсіонерів та маломобільних людей. На автобусах Urbino 15 CNG можна побачити чотирикутний ромб зеленого кольору з надписом CNG, що підтверджує те, що автобус використовує стиснутий природний газ як пальне (а у цій суміші основним газом є метан), та робить відповідно менше шкоди навколишньому середовищу, бо він є менш брудним за звичайний ДВЗ, у цьому випадку дизельний двигун. Над лобовим склом автобуса розміщено верхній рейсовказівник, що представлений сучасним електронним табло блінкерного типу з суцільним дисплеєм. Суцільний дисплей дає можливість розміщувати інформацію на табло як у одному, так і у двох рядках (літери просто будуть меншими); колір літер на табло у цих автобусів буває різним — зелений, тмяножовтий (найчастіше), рожевий, жовтий, червоний; ще один рейсовказівник розміщено у салоні з правого боку, він також є електронним і має суцільний дисплей; усі ці рейсовказівники керуються з місця водія. Бокові дзеркала заднього виду автобуса сферичного типу, вони оснащені електропідігрівом, що необхідно для унеможливлення їх обмерзання у холодну погоду, а також антиблисковим покриттям, щоб на дзеркалі не з'являлося блисків, що б заважали контролю за ситуацією позаду автобуса. Слід відзначити, що ліве бокове дзеркало заднього виду може розміщуватися як зверху, так і знизу; а праве лише зверху, та має ще одне додаткове дзеркало; оскільки бокові дзеркала заднього виду сферичного типу та частіше усього закріплюються кронштейнами на кузові зверху, такі дзеркала звуть «вухо кролика».
Задня панель автобуса також виглядає, як дві краплі води з іншими Solaris Urbino; застосовано чіткоокреслений бампер, а заднє скло вийшло трохи обрізаним, через розміщення мотора наступним чином, що частина його вилізає до салону. Ззаду у автобуса рейсовказівника немає. Якщо вже заговорили про моторний відсік автобуса, то його, як і у інших Солярісів розміщено на задньому звисі автобуса. Цей автобус не має стандартної комплектації двигуна, і на вибір їх щонайменше чотири: 1) DAF PR228 (дизельний) 2) DAF PR265 (дизельний) 3) Iveco Cursor 8 (CNG) 4) Cummins ISLG 320 (CNG); а автобус може комплектуватися і іншими двигунами. Дизельні двигуни автобуса мають чотирьохтактний цикл: при першому такті, поршень іде вниз, а через впускний клапан входить свіжа порція повітря. У другому такті, поршень іде вверх, і повітря стискається у 16—17 разів; безпосередньо перед третім тактом у камеру згоряння через розпилювач форсунки впорскується порція пального. У третьому такті (поршень рухається вниз), це пальне згоряє, і енергія вивільняється (тому, цей такт називається робочим), а вже у четвертому такті (поршень іде вверх) відпрацьовані гази виштовхуються через випускний клапан. Надалі увесь чотиритактний цикл повторюється знову: впускається повітря, стискається, впорскується пальне, згоряє, вихлопні гази виштовхуються поршнем через випускний клапан. Усе це відбувається у циліндрах двигуна, усередині яких і знаходиться камера згоряння; щодо циліндрів, то їх у автобуса шість. Паливний бак автобуса уміщує стандартно 250 літрів (у альтернативному варіанті — до 350) Однак, автобус може комплектуватися і газобалонним двигуном, що працює на стиснутому природному газі (переважно складається з метану), а газ міститься у балонах, що винесено на дах автобуса (на даху автобуса розміщено досить помітний контейнер, саме там вони і знаходяться); ці газобалонні двигуни також з чотиритактним циклом, з різницею у тому, що газ стискається поршнем сильніше (у не менш ніж 17 разів). Що стосується потужності двигунів, то DAF PR228 231-кіловатний, DAF PR265 266-кіловатний; Iveco Cursor 8 200-кіловатний, Cummins ISLG 320 238-кіловатний. Двигуни автобуса відповідають екологічним нормам Euro-3 i Euro-4. Автобус Solaris Urbino 15 є тривісною машиною (це закономірно при такій довжині), застосовано бездискову конструкцію коліс (на передній та часто задній парах коліс присутні сталеві колісні ковпаки), а шини автобуса мають розміри 295×80R 22,5; що стосується тягового моста, то тяговий міст автобуса задній. У даного автобуса застосовано мости виробництва німецької фірми ZF (тяговий центральний міст моделі ZF AV 132), і як і усі тривісні автобуси, цей має дуже великий радіус розвороту, однак третя вісь автобуса зроблена підкеровувальною, що дозволяє скоротити радіус розвороту. У автобуса є така особливість, як вже встановлена автоматична система централізованої змазки. Перевага такої системи у тому, що змазка подається лише один раз, і розподіляється на усі необхідні деталі, замість того, щоб змащувати вручну ті ж деталі кожен раз, при цьому застосовується густе або напіврідке мастило. Solaris Urbino 15 комплектується передньою незалежною підвіскою, задньою залежною пневматичною; підвіска автобуса оснащена системою нахилу кузова кнілінг, завдяки якій автобус може присідати на зупинках на праві півосі для зручного входу для пасажирів. Гальмівна система автобуса представлена такими компонентами:
- робоче гальмо (гальмо, яке приводиться у дію водієм натиском на педаль гальма, сповільнення регулюється і від сили натиску на педаль) — пневматична, двоконтурна система (розбиття на гальмівні контури по осі).
- додаткове гальмо — гідросповільнювач, влаштований у АКПП.
- стоянкова гальмівна система (це система для нерухомого утримання транспортного засобу під час зупинок, особливо актуальна на ухилах[3], зазвичай це ручний важіль) — представлена ручним важелем, що діє на гальмівні механізми тягового моста. Ручний важіль, щоправда невеликий і по формі більше схожий на джойстик.
- ABS — також у автобуса наявна антиблокувальна система ABS (Anti-lock Braking System). ABS забезпечує керованість автобуса під час різкого або екстреного гальмування.
- ASR — у автобуса наявна антипробуксувальна система ASR (DTC), вона потрібна для зчеплення (колеса) з дорожньою поверхнею та унеможливлення буксування, наприклад, на слизьких поверхнях (лід, мокра дорога).

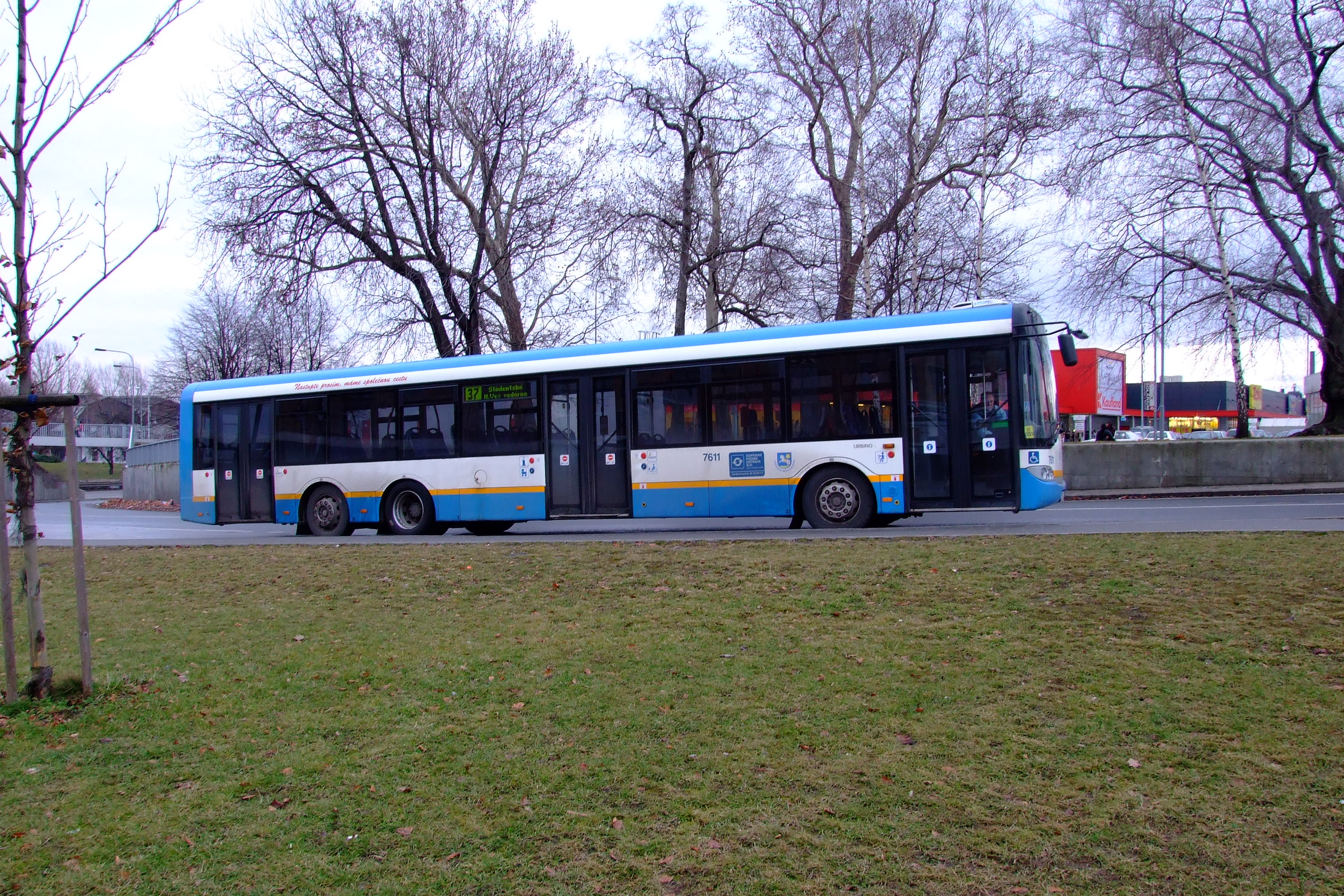
Solaris Urbino 15 автобус досить крупний…

ABS i ASR об'єднано у одну електронну систему EBS. На автобус може встановлюватися електронний обмежувач швидкості руху, що не дозволяє автобусу рухатися швидше за обмеження швидкості, дозволеної у місті (50—60 км/год). До салону автобуса ведуть три двостулкові двері (хоча у альтернативних варіантах пропонуються і дводверні варіанти з відсутніми середніми або задніми дверми, але така комплектація вкрай рідкісна); поворотно-зсувного типу, що, звичайно, відкриваються традиційно «всередину». Дані двері є дуже малошумними та мають кілька цікавих особливостей: на дверних відсіках застосовано тоновані (для зручності пасажирів) та безуламкові склопакети (для безпеки), біля дверних відсіків є кнопки, що прикриті пломбами: якщо натиснути цю кнопку, то двері спрацюють, однак це передбачено на випадок їх поломки, тому їх застосовують лише за крайньої потреби (у деяких автобусів такі є і у салоні); якщо є двері відкриті — автобус не зрушить з місця, допоки вони не закриються — тут застосовано систему «повітряний ключ»; також вони не відкриються, якщо автобус їде — це ще один елемент підвищеного рівня безпеки та комфорту для пасажирів. Двері автобуса обладнана системою протизатиску пасажирів: якщо двері при відкритті або закритті стикаються з пасажиром, вони відходять на попередню позицію (відкриті/закриті), при чому, без команди водія на це; досить цікавий факт, що між осями (тобто у колісній базі) розміщено лише одні двері, інші знаходяться відповідно у передньому та задньому звисах. Слід зазначити одну з головних переваг даного автобуса — він є низькопідлоговим від початку до кінця — рівень підлоги у автобусі становить 32 сантиметри на першому вході, 32 на середньому і 36 на задньому. До того ж, підвіска автобуса обладнана спеціальною системою нахилу кузова ECAS (kneeling), що дає змогу автобусові присісти на півосі (він може присідати і на праві, і на ліві півосі, однак для безперешкодного входу пасажирів необхідно присісти саме на праві); а присісти автобус може на 6 сантиметрів, тобто, рівень підлоги при вході зменшиться до 26—28 сантиметрів, однак автобус може присідати і на ліві півосі, відповідно на 7 сантиметрів. Низький рівень підлоги по усьому салону забезпечує автобусу такі переваги:
- загальну зручність та комфорт для пасажирів;
- швидкий пасажирообіг та безперешкодне потрапляння пасажирів до салону;
- зручність для пенсіонерів та маломобільних людей;
- можливість перевезення інвалідів у візках;

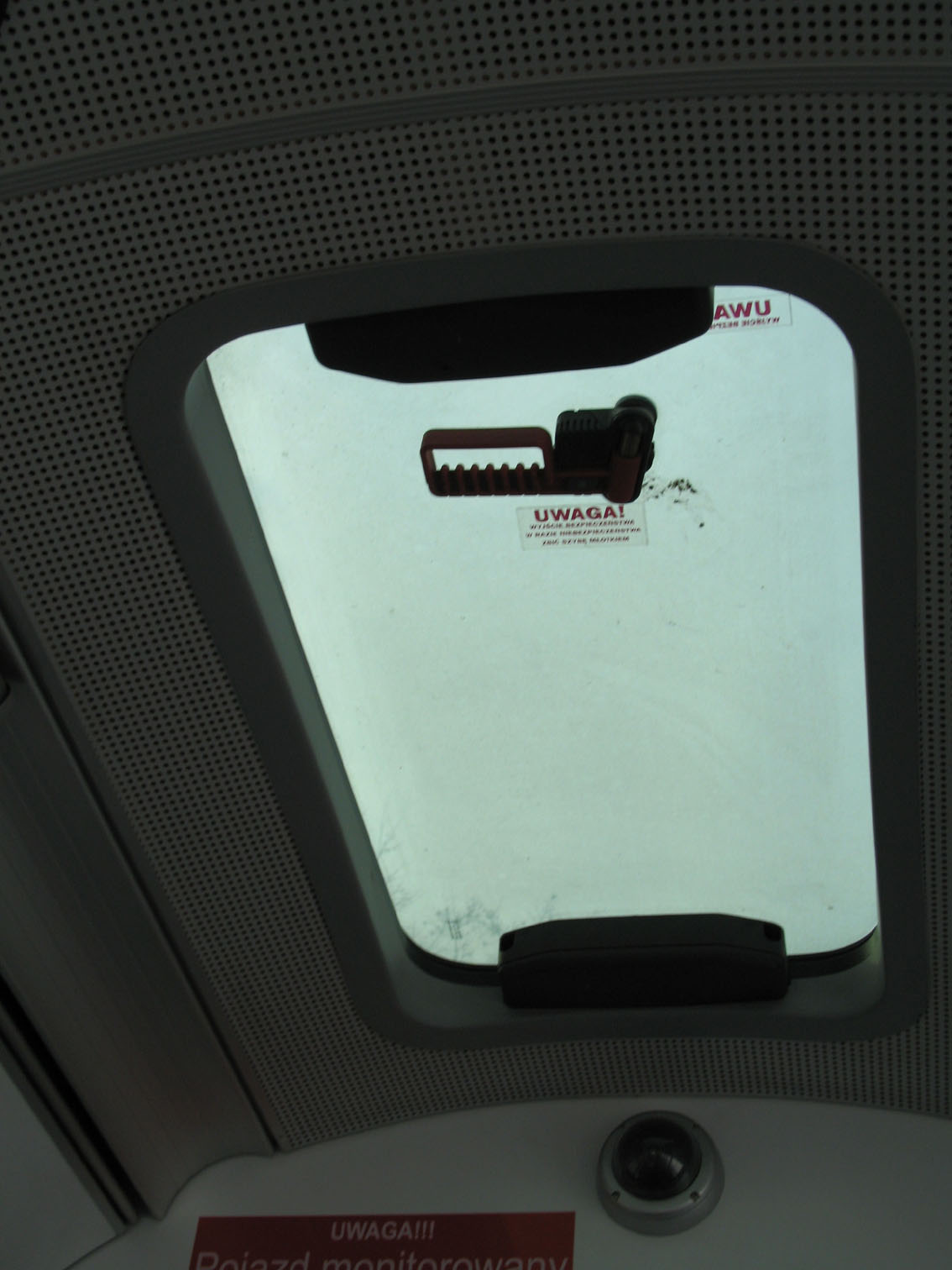
А один з дахових люків і узагалі прозорий…

- можливість перевезення великогабаритних вантажів, візків, валіз тощо; та жодних перешкод для перевезення вантажу.

Салон автобуса виконано досить сучасно з застосуванням таких сучасних елементів, як кондиціонер, автоінформатор, тощо (детальніше нижче); а сам салон виглядає як дві краплі води з іншими автобусами Solaris Urbino; загалом салон виконано у світлих кольорах (обробка виконана білою і світлосірою, яскраві поручні та розмальовка сидінь). Підлога салону виконана з неслизького лінолеумного покриття, оздобленого декоративними блискітками; додатково листами цього ж неслизького лінолеуму обклеюються і колісні арки зсередини. Обробка салону виготовлена з пластмаси, однак з непростої, а з негорючої, що дозволяє значно продовжити час, за який би автобус горів, при цьому, полум'я до салону практично не пробивається, а на місці водія і у салоні наявні декілька досить містких вогнегасників. Поручні автобуса виконано з труби тонкого типу з високоміцної сталі, що повністю оброблена стійкою полімерною фарбою, що підвищує стійкість поручня до корозії, при чому антикорозійна обробка непогана, і поручні досить довго можуть не «облазити»; у салоні розміщено різноманітні конструкції поручнів: тонкі прямі поручні розміщено на дверях; у салоні наявні поручні вертикального та горизонтального типу. Поручні вертикального типу мають доволі різну конструкцію: наприклад, поручні посередині салону (вертикальні) є прямими та також тонкого типу, однак кронштейни, якими вони скріплені з горизонтальними поручнями вигнуті; більшість інших вертикальних поручнів мають вигнуту конструкцію, при чому не тільки у верхній частині труби; така гнута конструкція не є заводським браком, навпаки, це просто такий декоративний елемент. Поручні вертикального типу мають декілька різних кріплень, наприклад, деякі кріпляться до підлоги знизу, а деякі кріпляться прямо до ручок сидінь, біля яких вони знаходяться, при чому це кріплення достатньо жорстке. Зверху вони можуть кріпитися до стелі салону, або закріплюватися з горизонтальними поручнями за допомогою кронштейнів, пізніше вони стягуються гвинтами. На деяких з вертикальних поручнів розміщено кнопки виклику до водія, що подають у кабіні звуковий сигнал; таке використовується для зупинки на вимогу. Горизонтальні поручні тягнуться практично по усій довжині салону (перериваються лише на дверних відсіках) та також зроблено тонкими; оскільки їх встановлено досить високо, то вони можуть обладнуватися спеціальними підвісними ручками для більшої зручності, що зроблено з каучуку або пластмаси. Сидіння автобуса виконано ідентично до інших Solaris Urbino; їх зроблено з м'яким покриттям, роздільного типу; при чому «розборними» — це передбачено тому, що у автобусів буває різна комплектація сидячих місць. Щодо самих сидінь, то вони мають жорсткий сталевий корпус, і облицьовані пластмасою, яка також є негорючою; спинки сидінь є покритими світлосірою пластмасою; щодо м'якої обшивки сидінь, то вона виконується з синтетичної тканини (у міських автобусів сидіння у повній переважній більшості синтетичні), найчастіше пофарбованої у темносиній або світлосиній кольори, також на тканині є декоративні цятки світлих кольорів; тканина сидінь легко чиститься від бруду. У цих сидінь є ще одна особливість — тканину хоч виготовлено з синтетики, та це волокно є негорючим, за це сидіння широко відоме, як сидіння з антивандальним покриттям. До сидінь кріпляться поліуретанові ручки, щоб пасажирам, що стоять поруч з ними, було зручно триматися за них; до цих же ручок деяких з сидінь можуть кріпитися поручні вертикального типу (однак, від цього кріплення своєї жорсткості кріплення від цього не втрачає). В цілому, планування салону є досить непоганим, от тільки у задньому ряді на задньому звисі два місця залишаються вкраденими: їх усунула «шафа» з моторним відсіком. До речі, на задній стінці у деяких Solaris Urbino 15 можна помітити надпис «Solaris», і емблему виробника, що засвідчує, хто зробив цей автобус. Сидіння, що розміщено на задніх колісних арках, розміщено на невеликих помостах (куди ж колесам діватися), та розвернуті або одне до одного торцевою частиною, або розміщені спинкою до спинки (у залежності від місця розташування), хоча можуть стояти рядком (це залежить від комплектації, яка у всіх цих автобусів досить нестандартна, і, як правило чимось відрізняється від інших). Подбали тут ві про безпеку пасажирів, що сидінь біля дверей: біля дверних відсіків, перед і позад них розміщено спеціальні турнікети, що не допускають можливий затиск пасажирів (це переважно розраховано для ніг сидячих пасажирів); дані турнікети розміщено перед і позаду кожного з дверних відсіків, ці турнікети зроблено з безскалкового скла, на деяких з них можна помітити емблему Solaris Bus&Coach. Що стосується кількості сидячих місць, то автобус досить крупний, тому їх має бути достатньо — усього їх від 35 до 46; загальна місткість автобуса майже не поступається місткості двосекційного Solaris Urbino 18, більшого брата описуваного автобуса (у якого нормальна місткість — 175 чоловік), у Urbino 15 місткість становить 130—160 пасажирів.
Оскільки автобус Solaris Urbino 15 є низькопідлоговим, до того ж, повністю, він здатен перевозити пасажирів у інвалідних візках, і обладнаний усім необхідним для цього. По-перше, висота підлоги на середніх дверях становить лише 34 сантиметри, по-друге, підвіска автобуса обладнана електронною системою нахилу кузова кнілінг, що дозволяє автобусу присісти на декілька сантиметрів (на 6) на праві півосі для безперешкодного в'їзду возика в салон. Навпроти середніх дверей розміщено спеціальний накопичувальний майданчик, що якраз призначений для стоянки інвалідного візка (на цьому майданчику немає сидячих місць). При цьому, майданчик настільки широкий, що там можна умістити навіть два возики. Навпроти середніх дверей розміщена відкидна апарель розмірами 100×90 сантиметрів, зроблена з високоміцної сталі та може витримувати значні навантаження. Дана апарель висувається назовні і складається у салон назад вручну. На цьому майданчику розміщено спеціальний турнікет з м'яким покриттям, що схожий на сидяче місце, тільки без подушки. Воно не є сидячим місцем, однак відіграє функцію закріплення інвалідного візка (возик підкочується спинкою до турнікету і закріплюється за ремені або інші кріплення). Окрім цього, автобус може легко перевозити і дитячі візки, оскільки сходинок у салон немає, а сам салон досить просторий. Бокові вікна автобуса зроблено високими задля комфорту пасажирів та кращого огляду; дані склопакети також є безуламковими; автобус для комфорту пасажирів комплектується тонованими склопакетами. У автобуса також доволі розвинена система опалення та вентиляції: вентиляція у салоні представлена двома вентиляторами, зсувники кватирками на бокових вікнах, а також двома люками на стелі салону. Особливість їх у тому, що принаймні один з люків є «прозорим» (тобто зробленим з прозорого скла), і через нього усе видно; вельми цікавою особливістю цих люків є те, що через висоту салону у майже 2 з половиною метри, до цього люка практично не добратися людям навіть високого зросту, тому їх зроблено електричними і щоб відкрити цей люк, водій натискає на клавішу на приладовому щитку, а люк закривається і відкривається по команді клавішою, а не вручну; таке диво, щоправда лише з третього покоління Solaris Urbino. Також одною з додаткових опцій автобуса є встановлення кондиціонера у салоні (при чому за вибором — один у всьому автобусі, або один для салону, один кондішн для місця водія). У автобуса також розвинена система опалення, що представлена трьома двошвидкісними конвекторами у салоні, при чому доволі потужними. Освітлення у салоні відбувається за рахунок двох рядів з плафоновими світильниками, що прикручено до стелі салону. Варто і відзначити таку особливість салону, як дуже висока стеля — якщо вже точно, то висота салону становить 2,37 метра, тому салон є зручним для пасажирів будь-якого зросту.

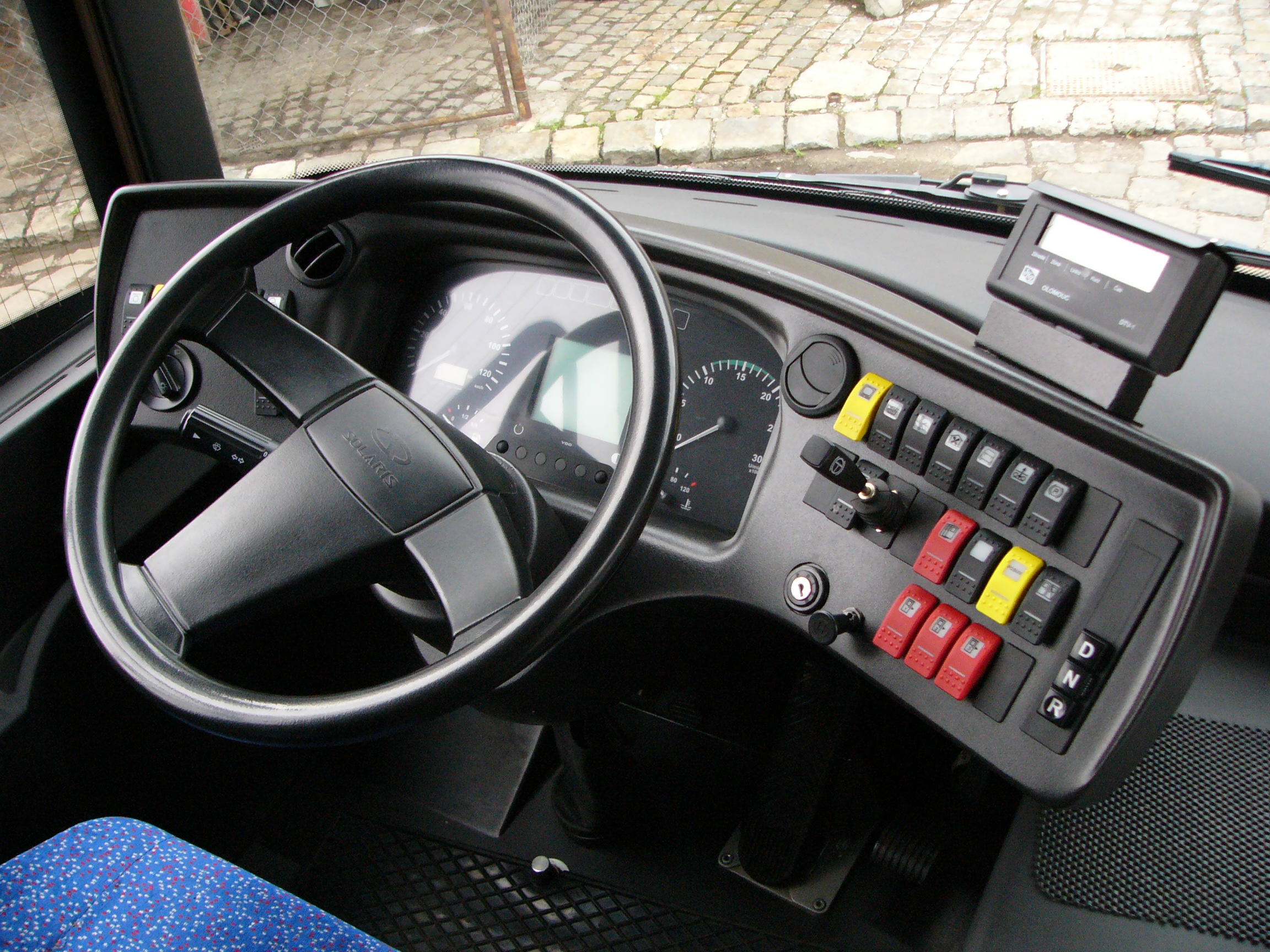
Приборна панель

Кабіна водія автобуса виконується або напіввідкритого, або закритого типу з загнутою перегородкою, що дозволяє водночас залишити кабіну водія достатньо просторою, і залишити обидві стулки передніх дверей для входу пасажирів. Це є великим плюсом: завдяки «урізаній» кабіні дещо збільшується місткість автобуса, і практично нівелюється накопичення пасажирів на передньому майданчику через перегородку, створюється більше простору. Сама приладова панель, а також місце водія є ідентичними до інших Solaris Urbino, і це непогано, оскільки у цих автобусів приладові панелі та місце водія зроблено добре. Приладова панель автобуса зроблена з твердої пластмаси світлосірого або темносірого (чи чорного) кольору, та зроблена у вигляді напівкругу, що дає швидкий та зручний доступ до усіх необхідних клавіш на приладовій панелі; цей приладовий щиток, до речі, німецький — його зроблено німецькою фірмою VDO. Слід відмітити цікаву деталь: приладова панель може регулюватися по куті нахилу водієм, як це йому буде зручно; це ж стосується і кермової колонки. Клавіші на приладовій панелі зроблено з пластмаси (рідко коли вони не робляться з пластмаси) та великого розміру, на них є позначки з намальованими функціями, що ці функції виконують. У правій частині приладової панелі розміщено кнопки керування автоматичною коробкою передач (так, у цих автобусів якраз автомат), кнопки відкриття та закриття дверей та деякі інші. Вельми примітно, що замок запалювання, у який вставляється ключ, який заводить мотор розміщено не у кермовій колонці, а на приладовій панелі; також там розміщено клавішу, що відповідає за кнілінг кузова, і один вентиляційний отвір (що має властивість закриватися за потреби). З правої частини приладової панелі прикручено апарат (сірого або білого кольору), що відповідає за показ на рейсовказівниках, також там розміщено клавіші для керування табло та його перелаштуванням (наприклад, щоб табло показувало час або працювало у режимі рухомого рядка). На лівій частині приладової панелі розміщено клавіші включення ABS, ASR, регулювання потужності габаритних вогнів та фар, крім цього там наявні клавіші включення внутрішньої світлотехніки у автобусі (тобто, освітлення у салоні), і на місці водія також; там розміщено кнопки включення конвекторів та вентиляторів (можливо, і кондиціонера); також там розміщено один вентиляційний отвір. Панель з показниковими приладами розміщено посередині приладового щитка, показникові прилади також виконано німецькою фірмою VDO; прилади виконано звичайними, зі стрілками. Тахометр розміщено у правій частині центрального щитка приладової панелі, він розрахований до 3000 оборотів колінчатого валу за хвилину; спідометр розміщено у лівій частині, він оцифрований до 125 км/год (хоча автобус не розвине такої швидкості, оскільки він працює у місті, де таку швидкість заборонено; тим більше, що на ці автобуси часто ставляться обмежувачі швидкості, часто не більшої за швидкість дозволеної у місті, тобто v=50—60 км/год; тим більше, що сам Urbino 15 і не розраховано на таку швидкість, його максимальна швидкість залежно від двигуна 80—90 км/год). Під спідометром розміщено електронний одометр, що має функцію показу пробігу автобуса у кілометрах; у нього можуть бути і деякі додаткові функції. Посередині центрального щитка розміщено електронне табло, що виконує тут функцію «зв'язного»: спершу сигнал від клавіші йде до нього, а вже згодом до, наприклад, пневматики дверей або до вентилятора; на цьому хитрому апараті розміщено малюнок з цим же автобусом у профіль, що показує чи усі двері закриті, або які з них не закриті ще. Під спідометром та тахометром розміщено показник рівня палива і індикатор температури. Над показниковими приладами розміщено невеликий блок з індикаторами, що показує увімкнені функції, він також є електронним. Як вже згадувалося, кермо може регулюватися по куті нахилу, як і приладовий щиток. Кермовий механізм автобуса зроблено німецькою фірмою ZF, кермова колонка оснащені гідропідсилювачем, що значно полегшує керування автобусом; на кермі вибито «Solaris», що вказує на виробника цього автобуса. Проблема підкермових важелів вирішена об'єднання їх у один мультиважіль, що влаштовано у кермову колонку, у нього є функції:
- подання звукового сигналу (кнопка на ньому збоку);
- показання поворотів (вверх—вниз, направо/наліво)
- включення та виключення склоочисників у різних режимах;

Крісло водія зроблено м'яким та комфортним, воно обшите синтетичною тканиною світлосірого кольору. Крісло може регулюватися по висоті; на ньому влаштовано підголівник для зручності. У автобуса автоматична коробка передач від Voith або ZF, тому важеля КПП та педалі зчеплення у автобуса немає; керуванням рухом відбувається за рахунок двох керівних педалей (акселератора і гальма), а на місці зчеплення є майданчик для відпочинку ноги. Опалення у кабіні водія відбувається за допомогою конвектора, а вентиляція завдяки зсувній кватирці, вентилятору та можливому окремому кондиціонеру. У кабіні водія міститися аптечка, вогнегасник та дзеркало огляду салону (при чому нетипової, цілком округлої форми). 

## Переваги моделі
Solaris Urbino 15 — дуже сучасна машина, що має чимало переваг. Цей автобус є дуже крупним за своїми габаритами та місткістю, і майже не поступається за місткістю двосекціному автобусу довжиною 18,0 метрів (Solaris Urbino 18). Ця машина має досить довговічні елементи конструкції та ходової частини; кузов його не повністю сталевий, а боковини зроблено з дюралюмінієвих панелей, які відповідно не іржавіють. Тим не менше, увесь кузов оброблено у катафорезній ванні, завдяки чому уся конструкція з неіржавкої сталі (каркас, передок і задок) та дюралюмінію (боковини) має ресурс не менше 15 років. У автобуса сучасний дизайн, електронні рейсовказівники, панорамне лобове скло та високі бокові вікна.
При цьому у даного автобуса дуже подбали про екологію. З 2005 року випускається модифікація автобуса з газобалонним двигуном Cummins. Двигуни автобуса, які встановлюються на нього відповідають дуже жорстким екологічним нормам Euro-3 i Euro-4 (однак, перші екземпляри відповідали нормам Euro-2 банально через те, що норм Euro-3 i вище ще просто тоді не існувало). При цьому газобалонний двигун є менш брудним, аніж звичайний дизельний мотор. У автобуса є ще одна хитра система, що допомагає його двигунові відповідати цим нормам. Ця хитра річ називається AdBlue; що це — це такий розчин карбаміду, CH4N2O (~30%) у воді (~70%); принцип дії цього базується на вприску дозованої кількості реагенту прямо у потік відпрацьованих газів у присутності каталізатора пентаокису ванадію V2O5, після чого відбувається хімічна реакція розпаду окисів азоту NOx, розщеплюючи їх на прості речовини — кисень і азот, які не є шкідливими; рідина знаходиться у 40-літровому бачку́. Присутня у Urbino 15 i система автоматичної централізованої змазки напіврідким або густим мастилом — перевага цієї системи у тому, що мастило подається лише раз, а потім вже саме розподіляється по необхідних деталях, замість того, щоб змащувати ці деталі власноруч і кожну окремо.
Подбали при побудуванні автобуса і про безпеку пасажирів. Автобус обладнаний ABS, ASR, гідросповільнювачем, влаштованим у АКПП, і має ряд заходів безпеки для пасажирів. Обробка салону виконана з негорючої пластмаси, обшивку сидіння також виконано з негорючої синтетичної тканини. Автобус має систему протизащемлення пасажирів, і двері не відкриються, поки автобус не зупиниться цілком, у той же час, автобус не зрушить з місця, доки двері не будуть повністю зачинені. У салоні встановлено пластмасові турнікети для захисту від затиску ніг пасажирів (хоч система протизатиску теж є і функціонує). Solaris Urbino 15 є низькопідлоговим повністю, має відкидну апарель для в'їзду у салон інвалідних візків, автобус може присідати на праві та ліві півосі. Хоча ззовні він здається неповоротким, автобус досить мобільний, а третя підкеровувальна вісь зменшує радіус розвороту. У салоні хороша система вентиляції та опалення, наявна система автоінформатора.
Окрім усього іншого, автобус має декілька альтернативних опцій:
- у Solaris Urbino немає стандартної комплектації, у нього може бути різна кількість сидячих місць;
- система автоматичної централізованої змазки напіврідким мастилом Vogel;
- можливість встановлення кондиціонера у салоні (за бажанням замовника для водія окремо);
- можливість зміни переднього моста ZF RL 75 EC на ZF RL 85A;
- можливість встановлення іншого двигуна;
- можливість встановлення іншої коробки передач (теж автоматичної);
- можливість встановлення 350-хлітрового паливного бака замість 250-літрового;
- можливість іншого укладу дверей;

## Автобуси і тролейбуси на базі Solaris Urbino 15

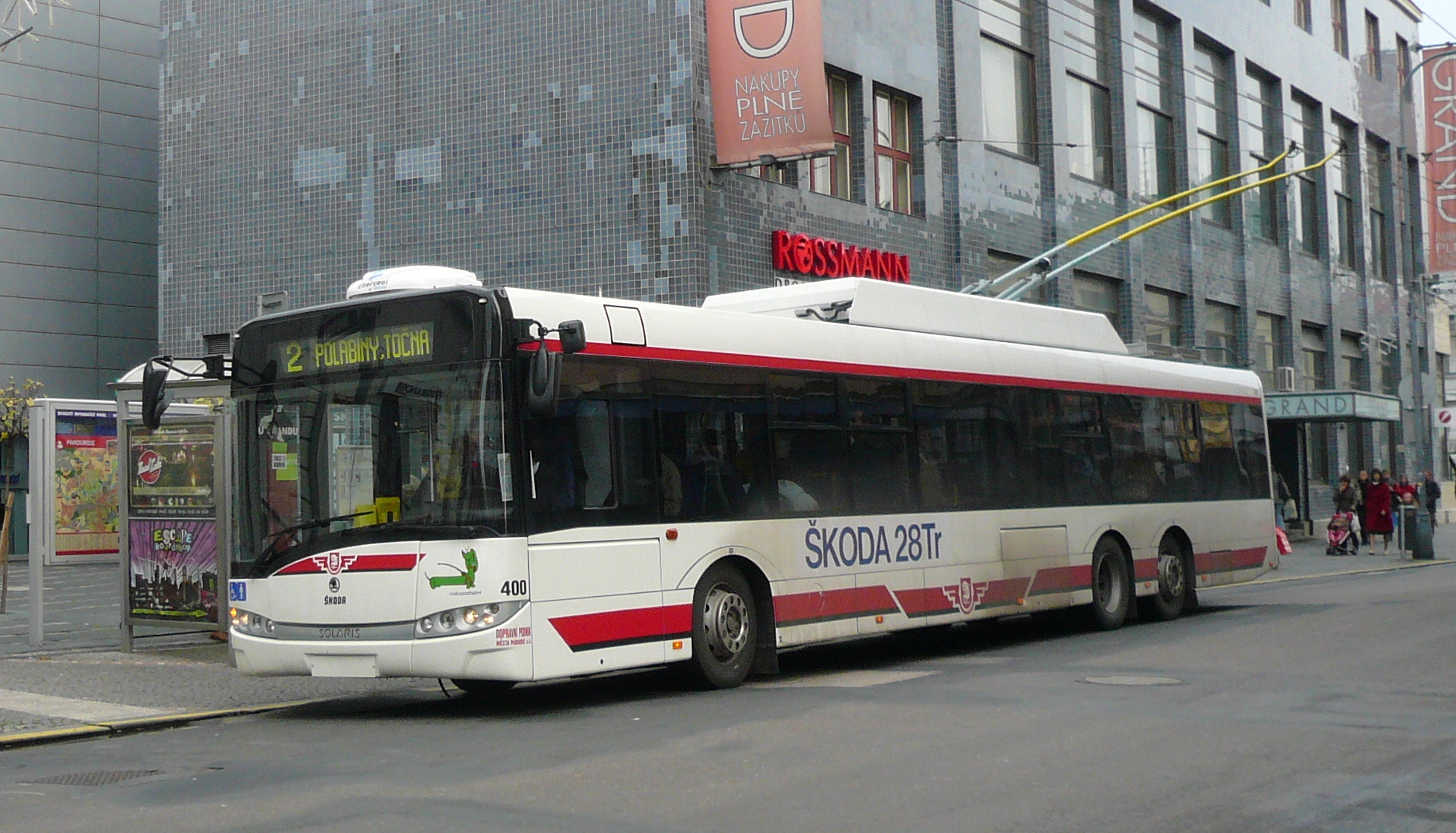
Skoda 28Tr Solaris

На базі Solaris Urbino 15 розроблено декілька транспортних засобів. Варто зауважити, що сам Urbino 15 є нащадком Neoplan N4020, і успадкував усі його плюси. Кузов автобуса був використаний на наступних транспортних засобах:
Solaris Urbino 15LE — приміський автобус, який ззовні є дуже подібним на свого міського родича, а за габаритами зовсім ідентичний. Він є напівнизькопідлоговим та також має можливість кнілінгу кузова; він є розрахованим, як на сидячих, так і на стоячих пасажирів у різній комплектації та плануванні салону, розрахований від 46 до 61 сидячого місця, і його загальна місткість становить ~90—100 чоловік. Комплектується дизельним чотиритактним двигуном DAF (Euro-4), мостами ZF і автоматичною коробкою передач. У опція система централізованої змазки, можливість встановлення кондиціонера тощо.
Див. також: Solaris Urbino 12LE, Solaris Urbino 12
Solaris Trollino 15 — міський 14,6-метровий тролейбус, зроблений на базі Solaris Urbino 15, перший зразок побудовано у 2001 році. Має строк служби кузова не менше 15 років та обшивку з неіржавкої сталі/дюралюмінію. Може комплектуватися різними електродвигунами постійного або змінного струму (DC — Direct Current, постійного струму); (AC — Alternating Current, змінного струму), залежно від покоління та комплектації на нього встановлюються двигуни Emit (Чехія), Pragoimex (Чехія), Elmor DK-210 (Угорщина), Skoda (Чехія); має СУ на IGBT-транзисторах (Cegelec, Medcom, Ganz Transelectro). Дана машина є повністю низькопідлоговою. Тролейбус може комплектуватися засобами автономного ходу: акумуляторними батареями (з резервом ходу не менше 10км); також може встановлюватися дизель-генератор. Максимальна швидкість: не менше 70 км/год.
Див. також: Solaris Trollino 12, Solaris Trollino 18
Skoda 28Tr Solaris є 14,6-метровим тролейбусом зробленим на базі Trollino i Urbino 15, перший зразок збудовано у 2008 році, з цього року випускається серійно. На відміну від Trollino, він не має альтернативних варіантів стосовно вибору двигуна та СУ: вони лише чеські: змінного струму, 240-кіловатний Skoda i СУ на IBGT-транзисторах рідного виробництва (Шкода-Електрік). На відміну від Солярісів, двигун у нього перед 2 віссю під підлогою, а не у задньому звисі; по решті він ідентичний Тролліно, навіть має символ з таксою на передку. На тролейбус може встановлюватися дизель-генератор (Iveco) і акумуляторні батареї. На базі автобусів Urbino Skoda Electric розробила лінійку тролейбусів — 26Tr (на базі Urbino 12) i 27Tr (на базі Urbino 18).
Див. також: Skoda 24Tr Irisbus, Skoda 26Tr Solaris, Skoda 27Tr Solaris

## Технічні характеристики
| Технічна характеристика Solaris Urbino 15      | Технічна характеристика Solaris Urbino 15                                                           |
| ---------------------------------------------- | --------------------------------------------------------------------------------------------------- |
| Загальні дані                                  | |
| Модель                                         | Solaris Urbino 15                                                                                   |
| Клас                                           | міський автобус                                                                                     |
| Виробник                                       | Solaris Bus&Coach                                                                                   |
| Випускається з                                 | 1998                                                                                                |
| Покоління                                      | Mk1 (1998—2002) Mk2 (2002—2005) Mk3 (2005—)                                                         |
| Подібні моделі                                 | Solaris Trollino 15, Skoda 28Tr Solaris, Solaris Urbino 12, Solaris Urbino 18, Solaris Urbino 15 LE |
| Екземпляри, шт                                 | >500                                                                                                |
| Кузов                                          | |
| Кузов (загальне описання)                      | одноланкового типу, вагонного компонування, тримальний інтегровано з рамою                          |
| Каркас кузова                                  | зроблений з труб з неіржавкої сталі                                                                 |
| Обшивка передка і задка                        | зроблена з листової неіржавкої сталі і облицьована склопластиковою оболонкою                        |
| Колісні арки                                   | зроблено з неіржавкої сталі                                                                         |
| Покриття боковин                               | зроблені з панелей з листового дюралюмінію                                                          |
| Покриття даху                                  | зроблено з кількох дюралюмінієвих панелей                                                           |
| Антикорозійна обробка                          | катафорезна обробка усього кузова                                                                   |
| Ресурс кузова, не менше                        | 15 років                                                                                            |
| Габаритні розміри                              | |
| Довжина, мм                                    | 14590                                                                                               |
| Ширина, мм                                     | 2550                                                                                                |
| Висота, мм                                     | 2850 (по даху) 3035 (з установкою кондиціонера)                                                     |
| Передній звис, мм                              | 2700                                                                                                |
| Задній звис, мм                                | 3400                                                                                                |
| Поворотний діаметр, не менше                   | 24.0 метри                                                                                          |
| Колісна база, мм (1)                           | 6800 (1→2 вісь)                                                                                     |
| Колісна база, мм (2)                           | 1690                                                                                                |
| Дорожній просвіт, мм                           | 250                                                                                                 |
| Кут з'їзду/виїзду, °                           | 7/7                                                                                                 |
| Споряджена маса, кг                            | 12700—15500                                                                                         |
| Повна маса, кг                                 | 24000                                                                                               |
| Елементи ззовні                                | |
| Лобове скло                                    | панорамного типу безскалкове                                                                        |
| Склоочисники                                   | 2 паралелограмного типу 3-швидкісні                                                                 |
| Світлотехніка (передок)                        | 10 фар (2 протитуманні+поворотні)                                                                   |
| Бампер                                         | заварний, нечіткоокреслений                                                                         |
| Маршрутовказівники                             | електронні табло з різними функціями (детальніше у описанні моделі) з суцільним дисплеєм            |
| Такса на передку                               | є (частіше усього)                                                                                  |
| Розташування двигуна                           | задній звис, частина у салоні                                                                       |
| Колеса                                         | 295/80R×22.5                                                                                        |
| Тип                                            | бездискові кріплення з сталевими ковпаками                                                          |
| Осі, штук                                      | тривісний (6×2)                                                                                     |
| Шасі                                           | |
| Передня вісь                                   | ZF RL 75 EC (стандартна) ZF RL 85 A (опційна)                                                       |
| Тягова вісь, модель                            | ZF AV 132 (центральна)                                                                              |
| Допоміжна вісь, модель                         | ZF RL 85 A/N                                                                                        |
| Підкеровувальна третя вісь?                    | так                                                                                                 |
| Система автоматичної централізованої змазки    | густе масло (стандартне) Vogel KFBS1 (опційне)                                                      |
| Гальмівна система робоча                       | пневматична двоконтурна                                                                             |
| Гальмівна система стоянкова                    | ручний важіль                                                                                       |
| Гальмівна система додаткова                    | гідросповільнювач влаштований у АКПП                                                                |
| ABS                                            | наявна                                                                                              |
| ASR                                            | наявна                                                                                              |
| Передня підвіска                               | незалежна пневматична                                                                               |
| Задня підвіска                                 | залежна пневматична                                                                                 |
| Система кнілінгу                               | наявна                                                                                              |
| Висота підлоги, см                             | 32—34 (передня частина→задня частина)                                                               |
| Підвищення/пониження рівня підлоги на, см      | 6/7                                                                                                 |
| Салон                                          | |
| Кількість дверей і тип                         | 2/3 двостулкові (одні з них можливі одностулкові) поворотно-зсувного типу                           |
| Аварійне відкриття дверей                      | кнопки біля дверей ззовні і над приводом усередині                                                  |
| Пандус для в'їзду інвалідних візків            | відкидна рампа (100×90 см), відсувається і зсувається механічно                                     |
| Розташування пандуса                           | 2 (середні) двері                                                                                   |
| Поручні                                        | з тонкої сталевої труби, вигнуті                                                                    |
| Сидіння                                        | м'які, роздільні, ківшевого стилю з антивандальною тканиною                                         |
| Кількість сидінь                               | 35—46 (залежно від замовлення та встановлення іншого обладнання)                                    |
| Висота салону, см                              | 237 сантиметрів                                                                                     |
| Система компостування квитків                  | електронні апарати на поручнях                                                                      |
| Освітлення у салоні                            | плафонові світильники на даху                                                                       |
| Вентиляція у салоні                            | через зсувні кватирки; два електричні вентилятори; можливий кондиціонер;                            |
| Бокові вікна                                   | тоновані чорним відтінком, безуламкові                                                              |
| Опалення у салоні                              | 3 двошвидкісні водяні конвектори                                                                    |
| Пасажиромісткість салону, чол                  | 130—160 (залежно від спорядження)                                                                   |
| Місце водія                                    | |
| Кабіна водія                                   | відокремлена перегородкою від салону                                                                |
| Підсвітка у кабіні                             | кожен з показникових приладів і один плафоновий світильник                                          |
| Вентиляція у кабіні                            | через вентилятор і зсувну кватирку+ можливий кондиціонер                                            |
| Крісло водія                                   | м'яке з підресорами; регулюється в глибину і у висоту                                               |
| Приладова панель                               | у формі напівкруга з твердого пластику                                                              |
| Кермова система                                | ZF 8098 Servocom                                                                                    |
| Педалі                                         | Wabco                                                                                               |
| Коробка передач                                | Voith Diwa 5 ZF 6 HP Ecomat 4 ZF Ecolife                                                            |
| Двигун і динамічні характеристики              | |
| Тип палива                                     | дизель, метан                                                                                       |
| Марка двигуна (для конкретно цієї модифікації) | 1) DAF PR228 (Diesel) 2) DAF PR265 (Diesel) 3) Iveco Cursor 8 (CNG) 4) Cummins ISLG 320 (CNG)       |
| Потужність, кіловат                            | 1) 231 2) 266 3) 200 4) 238                                                                         |
| Місткість паливного бака, літри                | 250 350 (опція)                                                                                     |
| Ad-Blue tank, розрахований, на                 | 40 літрів                                                                                           |
| Відповідність нормам щодо викидів              | Euro-2 (старіші екземпляри) Euro-3 Euro-4                                                           |
| Максимальна швидкість руху, км/год             | 80—90 (дизельні) 80 (CNG)                                                                           |

## Цікаві факти
- Найперший зразок Solaris Urbino 15 було виготовлено наприкінці 1998 року.
- У 2002 році один з автобусів проходив випробування у Києві, однак у місті не залишився.